# بيرني والتر
بيرني والتر (بالإنجليزية: Bernie Walter)‏ هو لاعب كرة قاعدة أمريكي، ولد في 15 أغسطس 1908 في دوفر في الولايات المتحدة، وتوفي في 30 أكتوبر 1988 في ناشفيل في الولايات المتحدة.

## وصلات خارجية
- بيرني والتر على موقعبيزبول رفرنس.كوم (الدوري الرئيسي) (الإنجليزية)
- بيرني والتر على موقعبيزبول رفرنس.كوم (الدوري الثانوي) (الإنجليزية)